# Dominus Rincaleus

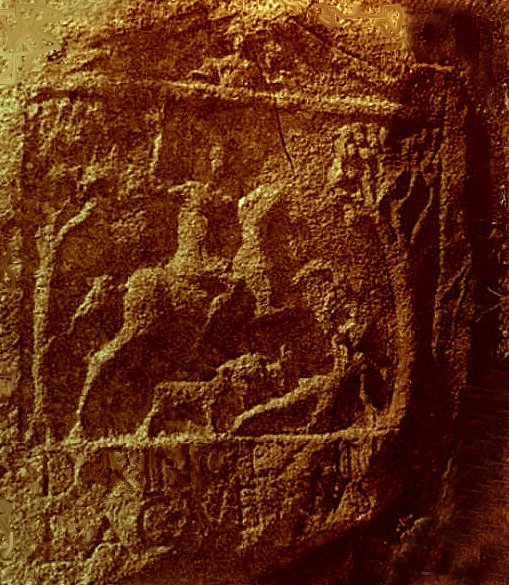
Bas-relief avec cavalier thrace et inscription en latin dédiée à « Dominus Rincaleus », sur le site de la ville antique de Philippes.

Dominus Rincaleus est une divinité thrace, connue grâce à quelques inscriptions épigraphiques trouvées près de Crénidès, à Philippes, en Grèce. 

## Inscription rupestre à Rincaleus
Sur le site de Philippes, les dédicaces semblent réalisées par des citoyens romains, et le théonyme est écrit en latin : il est cependant difficile de trancher, car les dédicants peuvent être des descendants de colons italiens, ou des indigènes romanisés. 
Le texte latin de l'inscription indique:
D(omino) Rinc(aleo) ex ip[erio] L(ucius) Ac(cius) Venustus

## Syncrétisme
Rincaleus est probablement une divinité locale, syncrétisée avec Apollon.
Pour Dimitar Vasileff Georgieff, Rinkaleus est une divinité archaïque au panthéon thrace ; il en voit la preuve dans la similitude iconographique des plaques des héros de Thrace et l'iconographie de Rincaleus, ainsi que dans le représentation des divinités comme des cavaliers. Il estime cependant que « Les héros thraces ont souvent entretenu des relations syncrétiques avec d'autres divinités telles qu'Apollon, Dionysos, Silvanus, Héraclès, Asclépios, etc. Il s'ensuit que la proximité de Rincaleus avec Apollon doit être présumée, en raison de la présence de ses épithètes telles que Καρνειος, Μαλοεις, Μαλεατος. ».